# Sigmaxinella viminalis
Sigmaxinella viminalis är en svampdjursart som beskrevs av Hallmann 1916. Sigmaxinella viminalis ingår i släktet Sigmaxinella och familjen Desmacellidae.
Artens utbredningsområde är havet kring Australien. Inga underarter finns listade i Catalogue of Life.